# Аффинное преобразование

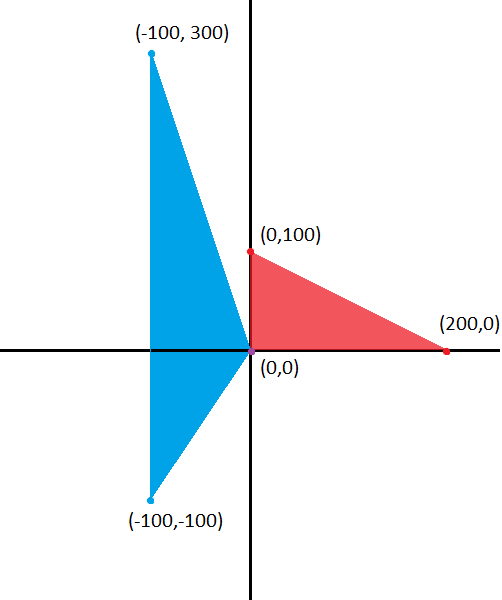
красный треугольник переходит в синий при аффинном преобразовании, если новые координаты отобразить в прежнем базисе

Аффи́нное преобразование, иногда афинное преобразование (от лат. affinis «соприкасающийся, близкий, смежный») — отображение плоскости или пространства в себя, при котором параллельные прямые переходят в параллельные прямые, пересекающиеся — в пересекающиеся, скрещивающиеся — в скрещивающиеся.

## Определения

### Геометрическое
Биекция евклидова пространства или плоскости в себя, отображающая параллельные прямые в параллельные прямые, называется аффинным преобразованием.

### Алгебраическое
Аффинное преобразование {\displaystyle f\colon \mathbb {R} ^{n}\to \mathbb {R} ^{n}} есть преобразование вида
{\displaystyle f(x)=M\cdot x+v,}
где {\displaystyle M} — обратимая матрица и {\displaystyle v\in \mathbb {R} ^{n}}.

### Комментарии
- Заметим, что в геометрическом определении не предполагается непрерывность. Однако непрерывность следует из определения не вполне тривиальным образом. Более того, оба определения равносильны по так называемой основной теореме аффинной геометрии.

- Заметим, что преобразование является аффинным, если его можно получить следующим образом:
  1. Выбрать «новый» базис пространства с «новым» началом координат {\displaystyle v};
  2. Каждой точке {\displaystyle x} пространства поставить в соответствие точку {\displaystyle f(x)}, имеющую те же координаты относительно «новой» системы координат, что и {\displaystyle x} в «старой».

## Примеры
Примерами аффинных преобразований являются 
- движения;
- растяжения;
- преобразования подобия
- повороты.

## Свойства
- При аффинном преобразовании прямая переходит в прямую.
  - Если размерность пространства {\displaystyle {n}\geqslant 2}[источник не указан 4578 дней], то любое преобразование пространства (то есть биекция пространства на себя), которое переводит прямые в прямые, является аффинным. Это определение используется в аксиоматическом построении аффинной геометрии
- Аффинные преобразования образуют группу относительно композиции.
- Любые три точки, не лежащие на одной прямой и их образы соответственно (не лежащие на одной прямой) однозначно задают аффинное преобразование плоскости.

## Типы аффинных преобразований
- Эквиаффинное преобразование — аффинное преобразование, сохраняющее площадь (также сохраняется аффинная длина).
- Центроаффинное преобразование — аффинное преобразование, сохраняющее неподвижной одну точку.

## Матричное представление
Как и другие проективные преобразования, аффинное преобразование {\displaystyle f(x)=M\cdot x+v} можно записать как матрицу перехода в однородных координатах:
{\displaystyle {\begin{pmatrix}f(x)\\1\end{pmatrix}}={\begin{pmatrix}M&v\\0&1\end{pmatrix}}{\begin{pmatrix}x\\1\end{pmatrix}}}
Матричное представление используется, в частности, для записи аффинных преобразований в компьютерной графике. Указанная выше форма используется в OpenGL; в DirectX (где координаты представляются в виде матриц 1×4) она транспонирована.

## Вариации и обобщения
- В приведённом выше определении аффинного преобразования можно использовать любое поле, а не только поле вещественных чисел {\displaystyle \mathbb {R} }.
- Отображение между метрическими пространствами называется аффинным, если оно переводит геодезические в геодезические (с учётом параметризации).
- Аффинные преобразования пространства {\displaystyle \mathbb {R} ^{n}} являются частным случаем проективных преобразований того же пространства. В свою очередь, проективные преобразования пространства {\displaystyle \mathbb {R} ^{n}} можно представить как аффинные преобразования пространства {\displaystyle \mathbb {R} ^{n+1}}.